# قرار مجلس الأمن التابع للأمم المتحدة رقم 804
قرار مجلس الأمن التابع للأمم المتحدة رقم 804، المتخذ بالإجماع في 29 كانون الثاني / يناير 1993، بعد إعادة التأكيد على القرارات 696 (1991)، 747 (1992)، 785 (1992)، 793 (1992)، وأعرب عن قلقه إزاء عدم تنفيذ "اتفاقيات السلام لأنغولا "، وافق المجلس على توصية من الأمين العام بطرس بطرس غالي لتمديد ولاية بعثة الأمم المتحدة الثانية للتحقق في أنغولا لمدة ثلاثة أشهر أخرى حتى 30 نيسان / أبريل 1993.
أدان القرار انتهاك اتفاق السلام، بما في ذلك استئناف الأعمال العدائية خلال حرب الـ 55 يومًا، والرفض الأولي من قبل يونيتا لنتائج الانتخابات، وانسحابها من القوات المسلحة الأنغولية الجديدة والاستيلاء عليها من قبل قوة عواصم المحافظات والبلديات. وطالب جميع الأطراف بوقف إطلاق النار والعودة إلى المفاوضات والموافقة على التنفيذ الكامل لاتفاق السلام. كما أيد المجلس جهود الأمين العام بطرس بطرس غالي والممثل الخاص لجهودهما المتواصلة في هذا الصدد. وكانت هذه هي المرة الأولى التي تنتقد فيها قرارات بشأن أنغولا يونيتا.
ومضى القرار للنظر في تأثير الدول الأعضاء على عملية السلام. وحثها على تقديم المساعدة الاقتصادية والتقنية إلى حكومة أنغولا ودعم تنفيذ اتفاقات السلام، ومنع أي تدخل مباشر أو غير مباشر من القوات العسكرية أو شبه العسكرية. كما أدان مجلس الأمن انتهاكات القانون الدولي الإنساني واحتجاز الرهائن الأجانب والهجمات على بعثة الأمم المتحدة الثانية للتحقق في أنغولا، مطالباً الحكومة الأنغولية بضمان سلامتها
اختتم القرار بنشر بعثة الأمم المتحدة الثانية للتحقق في أنغولا في المقام الأول في العاصمة لواندا، ويرجع ذلك جزئيًا إلى مطالب الدول الأفريقية بوجود أكبر للأمم المتحدة، وطلب من الأمين العام مراجعة التطورات وتقديم تقرير إلى المجلس قبل 30 أبريل 1993.

## روابط خارجية
- نص القرار في undocs.org